# مركز طرابلس الطبي
مستشفى طرابلس الجامعي (مركز طرابلس الطبي سابقًا) هو أحد كبرى المستشفيات فى العاصمة الليبية طرابلس.
تم افتتاح هذا المرفق الصحى الكبير فى عام 1996 م، يحتوى المركز على 1450 سرير، ومالا يقل عن 1000 طبيب وطبيبة وقرابة 3000 موظف.هو أكبر مستشفى في مدينة طرابلس من حيث المساحة والسعة الاستيعابية، يُعتبر هذا المستشفى جزءًا من النظام الصحي الجامعي في ليبيا، حيث يقدم خدمات طبية متخصصة وشاملة للمرضى في مختلف التخصصات الطبية. يتميز المستشفى بوجود كوادر طبية مؤهلة ومعدات طبية حديثة، مما يساعد على تقديم رعاية صحية عالية الجودة للمرضى.

## الموقع
يقع المستشفى بمنطقة الحي الجامعي شرقي المدينة بجوار جامعة طرابلس، ويعد هذا الموقع حيويا لضمان تغطية معظم أحياء العاصمة بالرعاية الطبية نظرًا لقربه من معظم الطرق الرئيسية والطريق السريع.

##### الخريطة
يتألف المستشفى من ثلاثة أبراج على شكل أجنحة تغطي التخصصات الطبية الرئيسية (الباطنية - الجراحة - الأطفال)، ويحتوي كل برج على أقسام التخصصات الفرعية ممتدة على مساحة سبعة أدوار لكل برج، كما يشمل المستشفى عدة أقسام أخرى ومنها:
- قسم الاسعاف والطوارئ  (أحد أكبر أقسام المستشفى من حيث عدد المترددين)
- قسم العناية الفائقة
- قسم الأمراض السارية
- قسم الأشعة
- قسم العمليات الرئيسية
- قسم الحركة والخدمات
[[
- تعليق1
- تعليق2

</gallery>
]]
- قسم غسيل الكلى
- قسم الطب الشرعي والمشرحة
- قسم العيادات الخارجية
- قسم التدريب

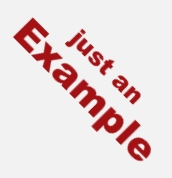
تعليق1
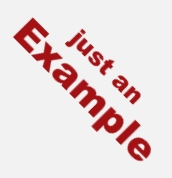
تعليق2

- الجمعية الليبية لطب الطوارئ (يحتضن مقرها المستشفى)